# Starbesetzung
Eine Starbesetzung (englisch all-star cast) ist bei aller Art von Aufführungen eine Rollenbesetzung ausschließlich mit Stars. Im Schauspiel oder Film bezeichnet es eine Schauspielerbesetzung, bei der alle Hauptrollen, eventuell auch alle größeren Nebenrollen, ausschließlich mit Stars besetzt sind; in Ensemblefilmen wird entsprechend das gesamte Ensemble aus Stars rekrutiert. Im Musikbereich bezeichnet es Ensembles wie Bands, Kapellen oder Sängergruppen, die ausschließlich aus Mitgliedern, die bereits außerhalb des Ensembles erfolgreich sind, zusammengesetzt werden – Beispiele sind die Traveling Wilburys und Die drei Tenöre; siehe auch den englischen Begriff Supergroup.

## Geschichte
Im Filmgenre gilt als erstes Beispiel einer Starbesetzung Menschen im Hotel aus dem Jahr 1932 von MGM. Der ausführende Produzent Irving Thalberg sah in dem Stoff, der die verwobenen Schicksale verschiedener Charaktere in einem Zeitraum von 24 Stunden in einem Berliner Hotel schilderte, die ideale Möglichkeit, fünf seiner Topstars gemeinsam auf die Leinwand zu bringen. Angesichts der sich dramatisch verschärfenden Weltwirtschaftskrise, die zu massiven Zuschauereinbrüchen führte, musste die Filmindustrie neue Wege beschreiten, um die zahlenden Zuschauer in die Kinos zu locken. Eine Möglichkeit war für Thalberg, die Anziehungskraft von mehreren Stars zu kombinieren und so auch zu potenzieren. So versammelte er mit Greta Garbo und Joan Crawford nicht nur zwei Schauspieler aus der Liste der zehn kassenträchtigsten Stars, sondern gab weitere Hauptrollen noch an John Barrymore, Lionel Barrymore und Wallace Beery. Selbst die wichtigsten Nebenrollen sind mit bekannten Schauspielern wie Lewis Stone besetzt. Eines der Probleme bei Filmen mit Starbesetzung war die Bestimmung der Reihenfolge, in der die Schauspieler genannt wurden (englisch order of billing). Die Streitereien hierüber waren mitunter lebhafter als die dramatischen Geschichten auf der Leinwand.
Menschen im Hotel war sehr erfolgreich und die Idee wurde im Folgenden von allen Filmstudios nachgeahmt. MGM produzierte 1933 mit Dinner um acht mit Marie Dressler, Jean Harlow, Wallace Beery und John Barrymore sowie Nachtflug, der Clark Gable, die Barrymore-Brüder und Helen Hayes vor der Leinwand versammelte, zwei weitere Beispiele. Fox konterte mit Jahrmarktsrummel, der unter anderem Janet Gaynor und Will Rogers präsentierte. Paramount Pictures boten mit Wenn ich eine Million hätte eine gewisse Variation des Themas, indem die Produzenten acht verschiedene, in sich abgeschlossene Episoden präsentierten, die durch eine Rahmengeschichte lose zusammengehalten wurden. Vorliegend vermachte ein exzentrischer Millionär wahllos Leuten, die er aus dem Telefonbuch herausgriff, eine Million Dollar. Paramount lieferte 1933 auch einen der größten finanziellen Reinfälle unter den starbesetzten Produktionen mit der Verfilmung von Alice im Wunderland. Zwar waren alle Rollen aus der Geschichte mit Topstars wie Gary Cooper und Cary Grant besetzt, doch konnte das Publikum die Schauspieler aufgrund ihrer teilweise extrem aufwendigen Masken, die ihnen das Aussehen der Figuren aus der Geschichte verlieh, nicht erkennen und mied deshalb den Film.
In abgewandelter, etwas vereinfachter Form wurde das System durch Filme weiterentwickelt, bei denen die männliche und die weibliche Hauptrolle mit etablierten Stars, sogenannte Co-Stars, besetzt wurden. Solche Paarungen konnten teilweise über etliche Filme hinweg erfolgreich sein. So drehten William Powell und Myrna Loy zusammen 14 Filme, Janet Gaynor und Charles Farrell waren 12-mal nebeneinander zu sehen. Bei besonders großen weiblichen Stars wurden mitunter sogar zwei männliche Stars aufgeboten, um eine romantische Dreiecksgeschichte noch interessanter für die Fans zu machen, so Heirate nie beim ersten Mal von 1934, in dem Joan Crawford sich zwischen Clark Gable und Robert Montgomery entscheiden muss und Libeled Lady von 1936, der mit William Powell, Jean Harlow, Myrna Loy und Spencer Tracy sogar vier Stars in einem doppelten Beziehungsdreieck präsentierte. Auch die umgekehrte Kombination war möglich, wenn ein männlicher Topstar zwischen zwei Frauen stand, wie Clark Gable in Seine Sekretärin, wo Jean Harlow und Myrna Loy sich um Gable stritten und Wife, Doctor and Nurse, der im Titel schon die gesamte Handlung zusammenfasste, in der Warner Baxter sich nicht zwischen Loretta Young und Virginia Bruce entscheiden kann. Damit nicht zu verwechseln sind die während der frühen Tonfilmzeit populären Revuefilme, in denen die Studios ihre gesamten Starmannschaft in mehr oder weniger locker miteinander verbundenen Revueszenen präsentierte. Beispiele dafür sind Paramount on Parade, The Show of Shows und The Hollywood Revue of 1929. Die Idee wurde erneut sehr populär, als die Filmindustrie durch internationale Koproduktionen erneut große, teilweise sehr kostenintensive Filme auf den Markt brachte, deren wirtschaftlicher Erfolg durch den Einsatz vieler prominenter Schauspieler abgesichert werden sollte.
Aktuelle Beispiele für Filme in Starbesetzung sind The Expendables, Oceans Eleven, Sin City, Movie 43,  Mord im Orient Express und 8 Frauen.